# Гладких, Михаил Иванович
Михаил Иванович Гладких (род. 15 ноября 1941 года в Покровском, Тульская область) — советский и украинский археолог, доктор исторических наук, профессор Киевского национального университета им. Тараса Шевченко.

## Биография
Окончил суворовское училище, уже на последнем курсе которого заинтересовался археологией. В 1961—1966 годах учился на историческом факультете Киевского университета им. Тараса Шевченко. В 1975 году работал в Институте археологии АН УССР на должности младшего научного сотрудника. С 1975 года работает в Киевском университете старшим преподавателем (1975—1979), доцентом (1979—1985), старшим научным сотрудником (1985—1987), доцентом, заведующим кафедрой археологии и музееведения (1987—2002), ныне — профессор кафедры.
В разные годы читал курсы: «Основы археологии», «История первобытного общества», «Проблемы позднего палеолита», «Историография археологии» и другие.
В 1975 году возглавлял Днепропетровскую хоздоговорную археологическую экспедицию. С 1976 года руководит палеолитическими археологическими экспедициями.
Основатель и председатель Общества археологии и антропологии КНУ (1997—2008), член редакционной коллегии издания общества Vita Antiqua.

## Научные интересы
Исследует археологию каменного века, в частности, занимается типологией и статистическим анализом каменных изделий, выявляет локальные варианты материальной культуры позднего палеолита, занимается типологией и социальной реконструкцией палеолитических жилищ и поселений.
Кандидатская диссертация «Поздний палеолит Лесостепного Приднепровья» (1973), докторская диссертация «Историческая интерпретация позднего палеолита» (1991).
Автор более 100 научных трудов.

## Труды
- До методики типолого-статистичного аналізу палеолітичного кам’яного інвентаря // Археологія. 1973. № 9;
- Нова споруда з кісток мамонта в Межирічі // Вісн. АН УРСР. 1979. № 9 (соавтор);
- Історична інтерпретація пізнього палеоліту (за матеріалами території України). К., 1991;
- Мистецтво та світогляд пізньопалеолітичної людини (за матеріалами України) // Археологія. 1996. № 3 (соавтор);
- Давня історія України. У 2 т. К., 1997. Т. 1. (соавтор);
- Історія первісного суспільства. Підручник. К., 1997 (соавтор);
- Кремнёвый инвентарь Межиричского позднепалеолитического поселения // Vita Antigua. 2001. № 3—4.